# کرلتن شمالی (میسیسیپی)
کرلتن شمالی (به انگلیسی: North Carrollton) شهرکی در ایالت میسیسیپی کشور ایالات متحده آمریکا است که جمعیت آن در سرشماری سال ۲۰۱۰ میلادی، ۴۷۳
نفر بوده‌است.